# Liste von historischen Mühlen an der Göhl

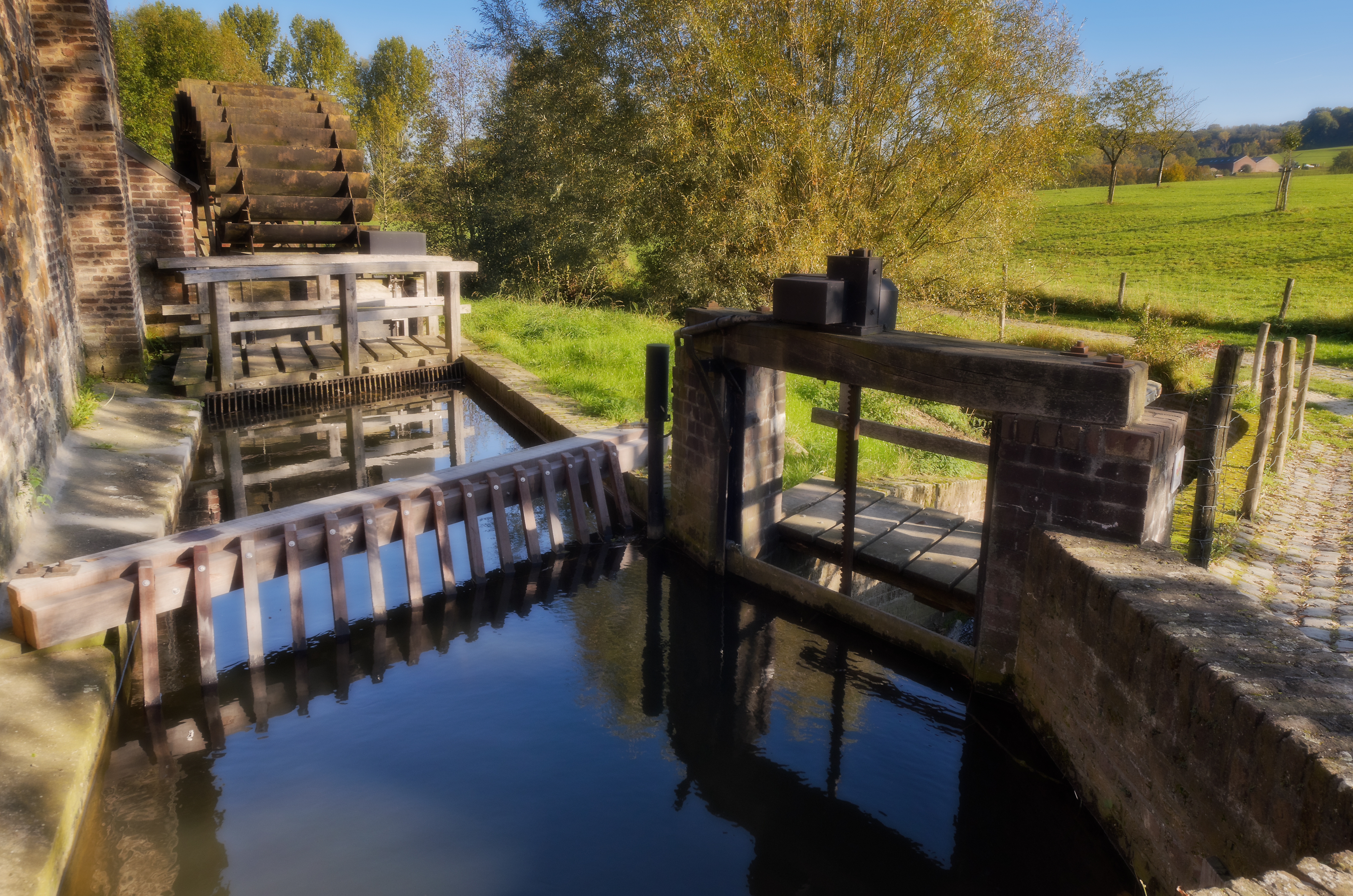

Die Liste von historischen Mühlen an der Göhl und ihren Zuflüssen bietet ohne Gewähr auf Vollständigkeit eine Übersicht über die bekanntesten Wassermühlen am Ufer der Göhl (niederländisch Geul, französisch Gueule) mit ihren direkten Zuflüssen wie der Hohnbach bei Kelmis, der Senserbach zwischen Vaals und Gulpen-Wittem und die Gulp bei Gulpen. Die Mühlen an der Göhl, die südlich von Aachen an den Ausläufern des Aachener Waldes in Eynatten-Lichtenbusch/Belgien entspringt und bei Meerssen/Niederlande in die Maas fließt, gehören auf belgischer Seite zur Provinz Lüttich und auf niederländischer Seite zur Provinz Limburg.
Mehr als 25 Mühlen können anhand der Quellen nachgewiesen und mit Daten belegt werden, wobei es zudem noch weitere Mühlen gab, die historisch in Vergessenheit geraten sind und über die es so gut wie keine Angaben mehr gibt. Die nachgewiesenen Mühlen hatten einst mehrheitlich als Getreidemühlen sowie vereinzelt als Schrot-, Öl-, Kupfer-, Walk- oder Farbholzmühlen gedient. In späteren Jahren wurden im Rahmen von Modernisierungen die alten Holzräder gegen eiserne ausgetauscht und der Antrieb durch Francis Turbinen unterstützt.
Nach ihrer Stilllegung wurde ein Großteil der Mühlen restauriert und zu modernen Wohn- oder Wirtschaftshäusern umgebaut und unter Denkmalschutz gestellt. Vor allem mehrere niederländische Mühlen wurden zeitgemäß zur ergänzenden lokalen Stromerzeugung umfunktioniert und damit einer neuen Verwendung zugeführt. Vereinzelt konnten zudem die Mühlentechnik und die Mühlengräben erhalten und zu Touristenattraktionen ausgebaut und als „Museumsmühlen“ vorführbereit gehalten werden. Diverse Straßenbezeichnungen in den jeweiligen Orten weisen oftmals auf die Existenz dieser historischen Mühlen hin.

## Mühlen an der Göhl
Legende:     = Denkmalgeschütztes Gebäude Belgien     = Denkmalgeschütztes Gebäude der Niederlande.
| Bezeichnung                                   | Standort (Bachabwärts)                                              | Mühlenchronik | Folgezustand | Bild           |
| --------------------------------------------- | ------------------------------------------------------------------- | --- | --- | -------------- |
| Eynattener Mühle                              | Eynattener Mühle, Eynatten/Belgien (Standort)                       | 1719 als Getreidemühle von der Jesuiten-Kommunität Aachen als Ersatz für eine stillgelegte Mühle am Vlattenhaus eingerichtet. Grundstein mit dem Jesuitenwappen heute (2022) am rückwärtigen Eingang des Hotels Tychon. Nach der Aufhebung des Ordens im Jahr 1773 Übernahme und Restaurierung der Mühle durch Fam. Arnold Roemer-Lamberts, Allianzwappen über der Eingangstür. 1861 brannte die Mühle nieder und wurde durch einen Gutshof ohne Mühlenbetrieb ersetzt, auf dem es 1877 und 1886 erneut zu Bränden kam. | 1907 Erwerb des Gutshofes durch André Franssen von Cortenbach (1862–1946), der dort sechs Jahre später die heutigen Gebäude und ein Landhaus errichten ließ. Das Anwesen befindet sich weiterhin im Besitz der Familie von Cortenbach.                                                     |                |
| Fingerhutsmühle                               | An der Follmühle 2–4, Hauset/Belgien (Standort)                     | Eine von ehemals sechs Mühlen in Hauset. Im 18. Jh. mit einem oberschlächtigen Wasserrad erbaut, verfügte über Mühlengraben und -teich. Im Besitz des Tuchfabrikanten Franz Carl Nellessen aus Aachen, ab den 1860er-Jahren gehörte sie dem Familienunternehmen „Bischoff & Bohlen“ (Peter Joseph Bohlen (1832–1903) und Maria Bischoff (1837–1913)). Nutzung als Walkmühle (Vollmühle). Name „Fingerhutsmühle“ bezieht sich jedoch auf ihre Nachbarsmühle, wo Fingerhüte produziert wurden. In den 1950er-Jahren nach dem Tod der Söhne Peter (1871–1940) und Alfons Bohlen (1868–1948) Liquidierung des Betriebs und Stilllegung der Mühle. | Gebäudekomplex seit den 1990er-Jahren im Besitz der Familie Heutz-Homburg für ihr Unternehmen Heutz-Maschinen. |                |
| Lohmühle/Vollmühle                            | Göhlstraße, Hauset/Belgien (Standort)                               | Eine von ehemals sechs Mühlen in Hauset mit einem oberschlächtigen Wasserrad. Wurde als Zweitwerk für die Lohgerberei von den Besitzern der „Fingerhutsmühle“ mitbetrieben, ein Anbau am Mühlengebäude diente der Produktion von Fingerhüten. | Seit den 1930er umgebaut, diente zunächst als Jugendherberge und nach Auflösung der Firma „Bischoff & Bohlen“ als Wohnhaus, ehemaliger Anbau und Mühlenrad nicht mehr vorhanden |                |
| Kupfermühle                                   | Stöck, Hauset/Belgien (Standort)                                    | Eine von ehemals sechs Mühlen in Hauset, existierte als Kupfermühle vom 16. bis zur Mitte des 18. Jahrhunderts. Ab Beginn des 19. Jh. als Spinn- und Walkmühle genutzt, zunächst von Maria Catharina Schyns, ab 1866 von der Familie Schunck aus Kettenis, ab 1879 von Anton Radermacher und zwanzig Jahre später von dem Fabrikanten Steins. Mühlenbetrieb 1955 stillgelegt. | Anschließend Umbau zu einem landwirtschaftlichen Hof und etwa seit den 2000er-Jahren zu einem Wohnkomplex, Stauweiher blieb erhalten. |                |
| Hammermühle                                   | Hammer Weg 7, Lontzen/Belgien (Standort)                            | um 1760 als Hammerwerk errichtet, keine näheren Angaben bekannt | Umbau zu einem Wohnkomplex |                |
| Hergenrather Mühle                            | Mühle 32, Hergenrath/Belgien (Standort)                             | 1547 erhielt der Kupferschläger This Bodden die Erlaubnis, die vormalige Lohmühle in eine Kupfermühle umzuwandeln. Dieselbe befand sich 1730 im Besitz des Bürgermeisters Louis Bodden. Keine weiteren Angaben bekannt. | Umbau zu einem Wohnkomplex |                |
| Kupfermühle Dobbelsteyn – Eyneburger Mühle    | Emmaburgweg, Kelmis/Belgien (Standort)                              | In der ersten Hälfte des 16. Jahrhunderts errichtete Jan Dobbelsteyn, Besitzer der Eyneburg, eine Kupfermühle mit einem unterschlächtigen Wasserrad am Fuße seiner Burg. Weitere Verwendung und Stilllegung unbekannt. | Nur noch rudimentäre, meist zugewachsene und verwilderte Reste am Ufer der Göhl vorhanden. |                |
| Moulin Schyns                                 | Rue de la Foulerie 5, Moresnet/Belgien (Standort)                   | Ersterwähnung 1760 als Getreidemühle, später ab 1801 als Walkmühle genutzt. Aus Naturstein über dem Wasserlauf der Göhl erbaut und später mit einer Turbine ausgestattet. Um 1860 im Besitz von Jean Michel Schmetz, dem Bürgermeister von Moresnet und Umrüstung zur Getreidemühle. 1905 von Eugène Schyns und seinen Nachkommen erworben und ausgebaut. 1972 stillgelegt. | Einrichtung abgebaut, Mühlenrad noch vorhanden, Gebäude umgebaut zu einem Wohnkomplex mit Restaurantbetrieb |                |
| Terbrugger Molen                              | Rue de Terbruggen 50, Sippenaeken/Belgien (Standort)                | 1801 auf Erbpachtgelände von Carina und Maria Schyns als Getreidemühle mit einem mittelschlächtigen Wasserrad erbaut. Nach dem Zweiten Weltkrieg wurde ausschließlich Tierfutter vermahlen. 1984 nach mehreren Besitzerwechseln wegen Ertragsmangel stillgelegt. | Anschließend Umbau zu einem Gutshof mit Wohnungen, Einzelteile der Mühlentechnik wie Mühlenrad mit Innenwerk sowie Staudamm und Schleuse blieben für Besichtigungen erhalten und wurden grundlegend restauriert, Einbau einer Fischleiter.                                                 | weitere Bilder |
| Vieux Moulin                                  | Chemin du Vieux Moulin 50, Sippenaeken/Belgien (Standort)           | Erbaut vor 1800 als Getreidemühle mit einem oberschlächtigen Wasserrad, Mühlengebäude aus Backstein mit Fachwerkkonstruktion. Mühle wurde durch Umleitung der Göhl gespeist. Keine weiteren Angaben bekannt. | Umbau zu Ferienwohnungen mit angeschlossenem Campingplatz, Mühleneinrichtung und Wasserrad nicht mehr vorhanden |                |
| Volmolen Epen                                 | Plaatweg 1 Epen/Niederlande (Standort)                              | Erbaut im 18. Jahrhundert als Walkmühle mit einem mittelschlächtigen Wasserrad für die Tuchfabrik von Johann Arnold von Clermont in Vaals. 1836 Übernahme durch die Fam. Kannegießer und Anbau einer eigenen Tuchfabrik. Zwei Brände 1867 und 1870 beschädigten die Anlage maßgeblich. Neuaufbau nach Besitzerwechsel als Getreidemühle, 1928 und 1947 grundlegende Restaurierungen, 1953 wegen Unrentabilität erstmals stillgelegt. Nach erneutem Brand 1973 Wiederaufbau und 1977 wieder Inbetriebnahme als Weizenmühle für die örtlichen Bäcker. 1994 als Getreidemühle endgültig stillgelegt. | Anschließend erneute Sanierung und Nutzung als Museumsmühle mit benachbarter Fischtreppe sowie seit 2009 zur zusätzlichen Stromgewinnung | weitere Bilder |
| Wingbergermolen – Epener Molen                | Terpoorterweg 4, Epen/Niederlande (Standort)                        | Erbaut 1844 von Pieter Joseph Lintzen als Wassermühle mit einem unterschlächtigen Wasserrad zur Regulierung des Verteilsystems der Göhl. Vor 1890 Austausch des Wasserrades durch ein mittelschlächtiges und Einbau eines Füllstandanzeigers. 1913/1914 Ausbau des Mühlenkomplexes und Einbau einer Francis Turbine sowie eines Dynamos für die Nutzung zur Stromgewinnung. In den 1940er-Jahren weitere Sanierungen, seit der Jahrtausendwende wegen Unrentabilität stillgelegt. | Mühlengebäude umgebaut zu einem Wohnkomplex mit Restaurantbetrieb, nur wenige Mühlenbestandteile sind erhalten geblieben. | weitere Bilder |
| Bovenste Molen – Wolfsmolen                   | Eperweg 19–21, Mechelen/Niederlande (Standort)                      | Erste Mühle erbaut im 13. Jahrhundert als Getreidemühle mit mittelschlächtigem Wasserrad am linken Ufer der Göhl. 1828 Bau einer Papiermühle mit einem mittelschlächtigen Wasserrad am gegenüberliegenden Ufer durch Carl Josef Hollmann, Begründer der Papierindustrie in Mechelen, der bereits seit 1816 die benachbarte Commandeursmolen betrieb. 1856 Umbau als Rindenmühle. 1882 beide Mühlenkomplexe in einer Hand, Stilllegung der Papiermühle. 1914 Verlegung der Mühlentechnik von der Getreidemühle in die Gebäude der ehemaligen Papiermühle, Einbau einer Francis Turbine, seit 1949 Futtermühle, um 1970 stillgelegt. | Anschließende Restaurierung des Mühlenkomplexes und Erneuerung der Technik, anschließend unter eine Stiftung gestellt, heute einsatzbereite Museumsmühle | weitere Bilder |
| Onderste Molen – Commandeursmolen             | Hoofdstraat 101, Mechelen/Niederlande (Standort)                    | Erste Erwähnung 1217 als Getreidemühle der Kommandantur des Malteserordens am linken Ufer der Göhl, seit 1797 im Besitz von Privatpersonen. 1817 neuer Besitzer Carl Joseph Hollmann, der gegenüber am rechten Ufer eine zusätzliche Papiermühle errichtete, alte Getreidemühle ab ca. 1840 außer Betrieb, 1848 Neuaufbau beider Mühlen. 1874 Brand in der Papiermühle und Wiederaufbau, 1883 endgültige Stilllegung der alten Getreidemühle sowie Umrüstung der Papiermühle zur Getreidemühle und zwischenzeitlicher Tierfuttermühle, ab 1904 mit einer Francis Turbine ausgestattet. Seit 1984 im Besitz von Cees Spelt, dem Eigentümer der Groote Molen Meerssen, ab 1987 Mehlmühle für biologische Produkte, ab 1989 zusätzlich ausgerüstet zur Stromgewinnung.                                       | Gebäude der alten Commandeursmolen wurden umgebaut zu einem Wohnhaus mit Cafébetrieb, aktuelle Getreidemühle mit angeschlossenem Mehlbetrieb ist weiterhin voll einsatzbereit | weitere Bilder |
| Molen van Otten                               | Molengats, Wijlre/Niederlande (Standort)                            | Ersterwähnung einer ersten Getreide- und Ölmühle im Jahr 1420 als Besitz der Herren von Wijlre auf Schloss Wijlre. Neubau des heutigen Mühlenkomplexes laut Maueranker im Jahr 1776, Nutzung als Brauereimühle für die spätere Brauerei Brand. Sie ist eine der wenigen Mühlen mit einem ober- und einem unterschlächtigen Wasserrad in den Niederlanden und die einzige Doppelwassermühle in der Provinz Limburg. In den 1930er-Jahren schwere Schäden durch Hochwasser, Mühlenbetrieb wurde eingestellt. Neuer Besitzer ab 1949 ist die Familie Otten, sie ließ die verfallene Mühle ab 1961 restaurieren und zur Stromgewinnung umrüsten. | Nach erneuter Modernisierung in den Jahren 1981 bis 1983 erreicht die Mühle eine 18 kw-Leistung und gilt als örtliches Kleinkraftwerk. Ein Wasserrad kann bei Bedarf weiterhin für Mahlzwecke genutzt werden                                                                               | weitere Bilder |
| Schaloensmolen                                | Oud Valkenburg 9, Valkenburg aan de Geul/Niederlande (Standort)     | Eine erste Mühle existierte als Bannmühle der Herren von Hulsberg und von Cartils auf dem Gelände ihres Schlosses Schaloen. Laut Chronogramm Neubau als Getreidemühle im Jahr 1699 mit einem unterschlächtigen Wasserrad durch die Familie von Cartils. 1916 Sanierung der Mühlengräben und Wasserschleusen, 1924 Einbau einer Francis Turbine, zuletzt Nutzung zum Mahlen von Futtergetreide. Um 1960 vorübergehende Stilllegung der Mühle wegen Unrentabilität, Mühlenkomplex ging an die Gemeinde Valkenburg. | Ab 1971 grundlegende Sanierung der Mühle, Verpachtung an das Institut für Naturpädagogik, Umbau als Tagungshaus, Anlage eines botanischen Gartens, Mühle selbst seit 2015 für die zeitweilige Tierfutterherstellung wieder aktiviert.                                                      | weitere Bilder |
| Oude Molen – Banmolen                         | Sint Pieter Straat 4, Valkenburg aan de Geul/Niederlande (Standort) | Erste Mühle als Bannmühle im Besitz der Herren von Valkenburg, später dem Staatsrat der Republik der Vereinigten Niederlande, ab ca. 1800 in Privatbesitz. Nutzung als Getreidemühle, erbaut beiderseits über dem Bachverlauf mit zwei Wasserrädern. 1860 Neubau der Mühle am linksseitigen Ufer als dreigeschossiger Komplex und Umbenennung in „Groote Molen“. Verbindung mit altem Mühlengebäude am rechten Ufer, die in „Boerenmolen“ (Bauernmühle) umbenannt wurde. 1865 neues Wasserrad für die Bauernmühle, 1876 für die große Mühle. 1901 schwere Zerstörung des Mühlenkomplexes nach einem Brand, anschließender Wiederaufbau, vorübergehend nur ein Wasserrad, 1919 Einsatz einer Francis Turbine, 1922 Neugestaltung der Anlage, 1960 Stilllegung wegen Unrentabilität und Verfall der Anlage. | 1984 Ankauf des Mühlenkomplexes durch einen Müller aus Eijsden, nach Restaurierung Mühlentechnik weitestgehend vorhanden und einsatzbereit, Nutzung zum Mahlen von Biogetreide sowie zur Stromerzeugung, seit 2016 Unterstützung des Mahlwerks mit einem Elektromotor. Besichtigungsmühle. | weitere Bilder |
| Fransche Molen                                | Lindenlaan 32, Valkenburg aan de Geul/Niederlande (Standort)        | Erste Mühle am Standort war eine Ölmühle aus dem 16. Jahrhundert. 1804 Neubau einer Getreidemühle mit zwei hölzernen Wasserrädern am gegenüberliegenden Ufer durch den Franzosen Bertrand Loisel, dessen Herkunft den Namen der Mühle begründet. 1929 Austausch der beiden alten Räder gegen ein neues eisernes unterschlächtiges Wasserrad. Mühlenbetrieb nach dem Zweiten Weltkrieg eingestellt. | Umbau zu einem Wohnhaus mit angeschlossenem Bistro, Mahlwerk noch komplett vorhanden. Mühlengebäude zwischen 2006 und 2008 grundlegend restauriert. | weitere Bilder |
| Kruitmolen – Molen de Leeuw                   | Plenkertstraat 88, Valkenburg aan de Geul/Niederlande (Standort)    | 1820 von Loisel und Riffer als Pulvermühle mit einem mittelschlächtigen Wasserrad für ihre Schießpulverfabrik (Schießpulver: niederländisch Kruit) erbaut. 1875 an deutschen Papierfabrikanten verkauft und Umnutzung als Papiermühle mit Unterstützung einer Dampfmaschine. Mühlenbetrieb bereits 1887 wegen Umweltverschmutzung eingestellt und Anlage der Aachener Exportbier-Brauerei verkauft. Seitdem als Brauereimühle verwendet und ab 1921 von der Brauerei De Leeuw genutzt. | Mühlenkomplex mehrfach restauriert und als Verwaltungsgebäude weiterhin von der Brauerei bis 2005, Fabrikgelände ab 2019 umgebaut zum Erlebniszentrum „Par’Course“ mit Gastronomie, dem „Shimano Experience Center“ sowie einem Hotel.                                                     | weitere Bilder |
| Geulhem(m)ermolen                             | Geulhemerweg 49, Houthem/Niederlande (Standort)                     | Erste Erwähnung einer dortigen Mühle im Jahr 1234, neu erbaut im Jahr 1768 als Getreidemühle mit einem mittelschlächtigen Wasserrad. 1931 Ersatz des Holzrades durch das Eisenrad mit Holzflügeln aus der Groote Molen in Meerssen. 1936 wegen Insolvenz der Betreiber Verkauf des Mühlenkomplexes an die Gemeinde, 1940 grundlegende Restaurierung, seit 1949 wieder in Privatbesitz, 1955 wegen Unrentabilität stillgelegt. | Umbau des Mühlenkomplexes zu einem Café-Restaurantbetrieb, Mühlentechnik in Teilen erhalten geblieben und mit elektrischen Steuerungen ausgestattet, Wasserrad frei drehbar | weitere Bilder |
| Groote Molen – Watermolen Meerssen            | Molenveldweg 12, Meerssen/Niederlande (Standort)                    | Die Getreidemühle stammt aus dem Jahr 1778 und wurde bis 1931 mit zwei unterschlächtigen Wasserrädern betrieben, die durch eine doppelte horizontale Francis-Turbine ersetzt wurden, 1975 Übernahme durch Cees Spelt, der 1984 auch die Commandeursmolen in Mechelen übernahm, seit 1986 mit Generator zur Stromerzeugung ausgestattet. Ein Eisenrad übernahm die Geulhemermolen. | Mühlenkomplex weiterhin in Betrieb, doch zunehmend baufällig und vernachlässigt. | weitere Bilder |
| Oliemolen – Oude Molen                        | Geuldalweg 16, Meerssen-Rothem/Niederlande (Standort)               | Erstmals erwähnt im 14. Jahrhundert, neu erbaut um 1750 mit mittelschlächtigem Wasserrad, genutzt als Getreide- und Ölmühle, 1944/45 durch Kriegseinwirkungen völlig zerstört, Mühlenbetrieb eingestellt. | Wiederaufbau als Wohnhaus, Reste der alten Mühle noch vorhanden | weitere Bilder |
| Ijzeren Molen – Rothemer Molen – Nieuwe Molen | Molenweg 5–7, Meerssen-Rothem/Niederlande (Standort)                | Erbaut im Jahr 1850 mit einem mittelschlächtigen Wasserrad, anfangs als Ölmühle und ab 1885 als Getreidemühle. 1920 Ersatz des Holzrades durch eine Eisenkonstruktion. 1944/45 durch Kriegseinwirkungen teilweise zerstört und wieder aufgebaut. In den 1950er-Jahren stillgelegt. | Nach Erteilung des Denkmalstatus Restaurierung des Mühlenkomplexes und Umbau zu einem Pflegeheim in den Jahren 2009/2010, Mühlenantrieb weiterhin bedingt einsatzbereit als Vorführobjekt.                                                                                                 | weitere Bilder |
| Weerter Papiermolen                           | Weert 76–78, Meerssen/Niederlande (Standort)                        | Erbaut im Jahr 1717 als Walkmühle mit einem unterschlächtigen Wasserrad. 1834 als Doppelmühle beiderseits des Mühlenbaches neu aufgebaut, eine weiterhin als Walkmühle, die andere als Getreidemühle. 1837 Übernahme durch die Papierfabrikanten Tielens und Schrammen, die bereits im Besitz der Onderste Molen in Mechelen waren. Ab 1841 Umbau der Weerter Mühle als Papiermühle und Teil einer neuen Papierfabrik. 1848 Einbau einer Dampfmaschine. 1891 Ausbau mit drei Wasserrädern und einer Turbine. 1946 Mühlenbetrieb stillgelegt und Fabrik auf elektrische Energie umgestellt. | Anschließend moderner Neu- und Ausbau der Fabrikgebäude, altes Mühlengebäude als Wohnhaus umgewidmet, Mühlenbestand nicht mehr erkennbar, Mühlengräben verfüllt. Infolge der Hochwasserkatastrophe 2021 geriet die Fabrik in Insolvenz und wurde von einem Logistikunternehmen übernommen. | weitere Bilder |

## Mühlen an den Göhlzuflüssen
Legende:   = Denkmalgeschütztes Gebäude Belgien     = Denkmalgeschütztes Gebäude der Niederlande.
| Bezeichnung                                       | Standort (Bachabwärts)                              | Fließgewässer           | Mühlenchronik | Folgezustand | Bild                                  |
| ------------------------------------------------- | --------------------------------------------------- | ----------------------- | --- | --- | ------------------------------------- |
| Jansmühle                                         | Jansmühlestraße 40, Neu-Moresnet/Belgien (Standort) | Tülljebach              | keine Details bekannt | Heutzutage Wohnblock | weitere Bilder                        |
| Lontzener Mühle                                   | Mühlenweg 89, Lontzen/Belgien (Standort)            | Hohnbach/Lontzener Bach | Die vierte Mühle am oberen Hohnbach nach der Preismühle und der Goriusmühle bei Walhorn sowie der Crummelmühle bei Astenet, über die es kaum Angaben gibt. Die Lontzener Mühle wurde vor 1400 als Getreidemühle mit einem oberschlächtigen Wasserrad erbaut. Zu einem unbekannten Zeitpunkt stillgelegt und Mühlenausstattung abgebaut, weitere Details nicht vorhanden. | Umbau zu Wohneinheiten | weitere Bilder                        |
| Kelmiser Mühle                                    | Mühlenteichweg 11–12, Kelmis/Belgien (Standort)     | Hohnbach/Lontzener Bach | Alte Textilmühle erbaut mit einem oberschlächtigen Wasserrad, weitere Details unbekannt | Umgebaut für Wohneinheiten und als Gutshof | weitere Bilder                        |
| Kasteelmolen Lemiers                              | Orsbacher Weg Lemiers/Niederlande (Standort)        | Senserbach              | erbaut im Jahr 1667 als Getreidemühle mit mittelschlächtigem Wasserrad im Bereich des Eckturmes von Schloss Lemiers. Seit 1938 Mühle außer Betrieb, keine weiteren Angaben bekannt. | Anschließend Teil der Schlossbesiedlung | weitere Bilder                        |
| Oude Molen Mamelis                                | Mamelis (ohne Nummer), Vaals/Niederlande (Standort) | Senserbach              | Zusammen mit der Schoeermolen eine von zwei am Bach gegenüberliegenden Mühlen, erbaut im 18. Jahrhundert oder früher als Getreidemühle mit oberschlächtigem Wasserrad, anfangs im Besitz der Abtei Burtscheid, nach der Säkularisierung in Privatbesitz, seit 1885 beide Mühlen in einer Hand. 1929 stillgelegt und abgerissen. | keine Mühlenbestandteile mehr vorhanden | keine Bildaufnahmen überliefert       |
| Schoeermolen                                      | Mamelis 29a, Vaals/Niederlande (Standort)           | Senserbach              | Zusammen mit der Oude Molen eine von zwei am Bach gegenüberliegenden Mühlen, erbaut im 18. Jahrhundert oder bereits früher als Schleifmühle mit oberschlächtigem Wasserrad. Anfangs im Besitz der Abtei Burtscheid, nach der Säkularisierung in Privatbesitz, unter anderem für die Nadelfabrik „August Heusch & Kern“, seit 1885 beide Mühlen in einer Hand und die Schoeermolen wurde fortan als Getreidemühle genutzt. 1911 Einbau einer Turbine und 1929 umgestellt auf elektrischen Betrieb. 1948 Stilllegung des Mühlenbetriebs und Einebnung des Mühlengrabens.                                                                              | Zunächst Umnutzung als Lagerhalle und Tierfutterbetrieb, ab 1982 Einrichtung von Wohneinheiten mit Pensionsbetrieb.                                                                          | weitere Bilder                        |
| Kloostermolen Wittem                              | Wittemer Allee 32, Wittem/Niederlande (Standort)    | Senserbach              | Erbaut vor oder um 1886 mit einem mittelschlächtigen Wasserrad auf dem Gelände des Klosters Wittem. Sie diente bis in die 1990er-Jahre als Antrieb für eine Wasserpumpe zum Auffüllen der Wassertanks des Klosters. 1939 Wasserrad ersetzt und 2015 grundlegend restauriert. | Mühlentechnik noch bedingt einsatzbereit | weitere Bilder                        |
| Wittemer Molen                                    | Wittemer Allee 38, Wittem/Niederlande (Standort)    | Senserbach              | Erbaut 1835 als Wassermühle mit einem mittelschlächtigen Wasserrad und einem Mühlengebäude über den Bach. Sie diente ebenfalls wie die Klostermühle zur Versorgung des Klosters. Bedingt einsatzfähig. | Der Mühlenbereich im Erdgeschoss wird nicht mehr genutzt und die oberen Stockwerke des Gebäudes werden als Ferienwohnungen vermietet.                                                        | weitere Bilder                        |
| Moulins Meyers – Gulpermolen                      | Gulpen11, Hombourg/Belgien (Standort)               | Gulp                    | Erbaut im Jahr 1845 als Getreidemühle mit oberschlächtigem Wasserrad, 1860 als „Moulin à farine“ bezeichnet. Mitte des 21. Jahrhunderts stillgelegt und Mühlsteine verkauft. | Umbau der Mühlengebäude zu einem Wohn- und Fabrikkomplex, Mühle zur Stromgewinnung umgerüstet                                                                                                |                                       |
| Moulin de Medael                                  | Rue de Rémersdael 98, Hombourg/Belgien (Standort)   | Gulp                    | Erbaut als Getreidemühle in Natur- und Backsteinbauweise im 18. Jahrhundert mit einem oberschlächtigen metallenen Wasserrad als Teil eines alten Gutshofes. Weitere Daten und Stilllegung unbekannt. | Umbau zu einer Freizeitanlage mit Ferienwohnungen | weitere Bilder                        |
| Watermolen Obsinnich                              | Obsinnich 3, Remersdaal/Belgien (Standort)          | Gulp                    | Erbaut vor 1771 als Getreidemühle mit einem oberschlächtigen Wasserrad in der Nachbarschaft zum Schloss Obsinnich. Wechselnde Privatbesitzer. Um 1929 Mühle stillgelegt und abgebaut. | Zunächst Umbau zu einem Wohnhaus, in späteren Jahren nach langjährigem Leerstand genutzt als Stall, alte Mühlentechnik und Zubehör entfernt, Komplex verwittert                              | weitere Bilder                        |
| Watermolen Sinnich                                | Kasteelstraat 3–7, Teuven/Belgien (Standort)        | Gulp                    | Erste Erwähnung einer dortigen Wassermühle im Jahr 1147, Neubau 1856 als Getreidemühle mit oberschlächtigem Wasserrad. Bis 1792 im Besitz der Abtei Sinnich, anschließend in Privatbesitz der Familie Coenegracht-de Secillon, 1944 außer Betrieb gesetzt. | Mühlengebäude restauriert und umgebaut zu einem Wohnhaus, Mühlentechnik abgebaut und Mühlenrad als Ausstellungsobjekt am Wegesrand deponiert                                                 | weitere Bilder                        |
| Molen van Teuven – Molen Nibus                    | Gieveldstraat 40, Teuven/Belgien (Standort)         | Gulp                    | 1642 als Getreidemühle erbaut mit einem metallenen oberschlächtigen Wasserrad. Jahreszahl eingraviert auf einem in unmittelbarer Umgebung gefundenem Schlussstein. Seit 1847 im Besitz der Familie Nibus. Um 1890 stillgelegt. | 1892/93 Umbau der Betriebsgebäude zu Wohnzwecken, Mühlenbestandteile entfernt. In neuerer Zeit existierten Pläne für eine Reaktivierung als Touristenattraktion, bisher aber nicht umgesetzt | weitere Bilder                        |
| Groenendaalse Molen                               | Pesaken 21, Gulpen/Niederlande (Standort)           | Gulp                    | Erste Mühle erbaut im 14. Jahrhundert als Teil des ehemaligen Schlosses Groenendaal durch Jan van Ophen. Neu errichtet 1871 als Getreidemühle mit einem oberschlächtigen Wasserrad und bereits 1891 ausgebaut und modernisiert. Nach Brand im Jahr 1953 erneuter Aufbau. Infolge langjähriger Erbstreitigkeiten mit diversen Eigentümerwechseln 1966 stillgelegt, nachdem die Gemeinde den Wasseranschluss gekappt hatte. | Umbau zu einem Wohnblock, Mühlenrad und Mühlentechnik teilweise noch vorhanden | weitere Bilder                        |
| Neuborgmolen – Molen van Roex – Pannenkoekenmolen | Molenweg 2a, Gulpen/Niederlande (Standort)          | Gulp                    | Erbaut 1712 auf dem Gelände von Schloss Neuburg und im Besitz der Schlossgrafen. 1853 Verlegung 150 Meter bachabwärts in eine vormalige Papierfabrik, Genehmigung diese zu einer Getreidemühle mit einem mittelschlächtigen Wasserrad umzubauen, zugleich Abriss der alten Neuburger Mühle. 1905 Brand auf der neuen Neuburger Mühle, anschließend Wiederaufbau und Installation einer Turbine, 1930 verstärkt durch einen Hilfsmotor. 1953 Verkauf durch die Schlossgrafen an die Müllerfamilie Roex. Mitte der 1980er-Jahre grundlegende Restaurierung, Wasserkraft zur Stromgewinnung umgestellt. Mühlenbereich wurde weiterhin intakt gehalten. | Nutzung des Mühlenkomplexes als Hotel mit angeschlossenem Café und Besichtigungsmöglichkeiten des Mühlenbetriebs                                                                             | weitere Bilder                        |
| Veldmolen                                         | Aan het Veld, Gulpen/Niederlande (Standort)         | Gulp                    | 1825 als Schrotmühle für die Bierbrauerei von Laurens Smeets mit einem mittelschlächtigen Wasserrad erbaut. 1877 durch E. Smeets umfassend ausgebaut und modernisiert. Im Winter 1908/1909 Wasserrad und Schleusenwerk erneuert. 1929 Mühlenbetrieb stillgelegt, Mühlentechnik entfernt. | Mühlenkomplex abgebaut, Areal für neue Wohnbauten verwendet. | weitere Bilder ehemaliger Mühlenkanal |
| Molen van Ploem                                   | Looierstraat, Gulpen/Niederlande (Standort)         | Gulp                    | Anfang 19. Jahrhundert als Farbholzmühle mit angeschlossener Gerberei von Jan Abraham Ploem erbaut, 1872 modernisiert, 1925 stillgelegt und abgerissen. Keine weiteren Angaben bekannt. | Areal für neue Wohnbauten verwendet. | keine Bildaufnahmen überliefert       |
| Fringsermolen                                     | Looierstraat, Gulpen/Niederlande (Standort)         | Gulp                    | Anfang 19. Jahrhundert als Farbholzmühle mit angeschlossener Gerberei von Wed. Dionisius Boymans erbaut, 1872 modernisiert, 1925 stillgelegt und abgerissen. Keine weiteren Angaben bekannt. | Areal für neue Wohnbauten verwendet. | keine Bildaufnahmen überliefert       |
| Pletsmolen                                        | Aan de Pletsmolen 1 Meerssen/Niederlande (Standort) | Watervalderbeek         | Erbaut 1748 als Getreidemühle mit einem unterschlächtigen Wasserrad. 1948 stillgelegt und 1955 abgerissen. Keine weiteren Angaben bekannt. | Areal für neue Wohnbauten verwendet. | Nachfolgebebauung                     |